# Terry Brown
Terry (Terence) A. Brown är professor vid fakulteten för livsvetenskaper vid University of Manchester i England.
Brown blev professor i biomolekylär arkeologi vid UMIST 2000 och var huvudansvarig för biomolekylära vetenskaper vid detta lärosäte från 2002 till 2004 då det sammanslogs med University of Manchester. Här var Brown vice dekan vid fakulteten för livsvetenskaper till 2006. Därefter har han för att kunna fokusera på sin forskning inte innehaft några administrativa poster vid universitet.